# オンワードゼア
オンワードゼアは、日本の競走馬。主な勝ち鞍は天皇賞（春）、有馬記念。1958年啓衆社賞年度代表馬・最優秀5歳以上牡馬。

## 両親について
父のマルゼアは、戦時中の能力検定競走で8戦3勝と言う良績とは程遠い成績に終わった。だが、引退後種牡馬となったマルゼアは、優駿牝馬（オークス）を勝ったフエアマンナと天皇賞（秋）の勝ち馬セルローズを輩出。当時冷遇されていた内国産種牡馬としては、優秀な成績を残している。
母のトキツカゼは、皐月賞と優駿牝馬（オークス）を勝ち、引退後は東京優駿（日本ダービー）を勝ったオートキツを産んだ。これらの競走成績・繁殖成績が認められ1984年顕彰馬に選出された名牝である。
そう言う事もあり、オンワードゼア（デビュー当初はニツポンイチと言う馬名であった）はデビュー時から高い期待を持たれていた。

## 競走馬として
1956年の年末にデビューしたオンワードゼアは、ダービー馬オートキツの弟としての期待に応え1番人気で勝利した。ところが、次戦ブービー敗退の為、3歳時は2戦1勝で終えた。
翌年（1957年）のクラシックシーズンは、春はNHK杯5着・日本ダービー11着と不本意な結果に終わった。その後、ダートで行われていた函館記念を勝つと、主戦騎手・二本柳俊夫の厩舎開業に伴い転厩する事となった。その後も勝ちきれないレースが続くが、不良馬場で行われた菊花賞をラプソデーの2着に好走すると、暮れの有馬記念でもハクチカラの2着に入った。
古馬になると金杯（東）を優勝し、天皇賞（春）では持ったままで優勝した。日本経済賞でも天皇賞同様にラプソデーを破っている。その後はやや不振であった。
暮れの有馬記念に、ファン投票4位で参戦。ダイゴホマレが後続に8馬身離す大逃げを見せる中、2番手で進み直線で逃げるダイゴホマレを捕らえると、後続に4馬身差をつけて優勝した。この成績が評価され啓衆社賞年度代表馬・最優秀5歳以上牡馬に選ばれた。
6歳になるとハクチカラの後を追うかのようにアメリカ遠征を敢行した。しかし、調教中に故障し、レースに出走したのは7歳時の3走だけで成績は惨憺たるものであった。

## 種牡馬として
帰国後は種牡馬となるが、内国産種牡馬冷遇時代だったために配合相手に恵まれなかった。1963年にはオンワードケイの名前で北海道公営競馬のレースに出走し、2勝を挙げている。
その後、オンワードガイ（朝日杯3歳ステークス）・ジーガー（ステイヤーズステークス）を輩出し、再び注目された。恵まれた繁殖生活では無かったが、オンワードガイも種牡馬となり、マルゼアからの内国産サイアーラインは3代続く事となった。オンワードゼア自身もオンワードガイの活躍で種牡馬として注目を集めたが、その頃には馬齢も20歳を超えてしまっていた。そして1975年3月8日、老衰のため22歳で死亡。繋養していたオンワード牧場の牧場長の田中寛によれば、死亡の3日目前には違和感を覚え、当日に田中が死を悟って間もなく息を引き取ったのだという。
2004年7月、JRAゴールデンジュビリーキャンペーンの「名馬メモリアル競走」として「オンワードゼアメモリアル」が函館競馬場にて施行された。この日はかつて優勝した函館記念の施行日で準メイン競走として行われた。

## 血統表
| オンワードゼアの血統（オーム系 / Orby 4×5=9.38%、Desmond 5×5=6.25%） | オンワードゼアの血統（オーム系 / Orby 4×5=9.38%、Desmond 5×5=6.25%） | オンワードゼアの血統（オーム系 / Orby 4×5=9.38%、Desmond 5×5=6.25%） | （血統表の出典）            | （血統表の出典）  |
| 父 マルゼア 1941 栗毛                                                | 父の父*レヴューオーダー Review Order 1923 栗毛                       | Grand Parade                                                         | Orby                        | Orby              |
| 父 マルゼア 1941 栗毛                                                | 父の父*レヴューオーダー Review Order 1923 栗毛                       | Grand Parade                                                         | Grand Geraldine             |                   |
| 父 マルゼア 1941 栗毛                                                | 父の父*レヴューオーダー Review Order 1923 栗毛                       | Accurate                                                             | Pericles                    | Pericles          |
| 父 マルゼア 1941 栗毛                                                | 父の父*レヴューオーダー Review Order 1923 栗毛                       | Accurate                                                             | Accuracy                    |                   |
| 父 マルゼア 1941 栗毛                                                | 父の母*ゼア There 1925 栗毛                                          | Over There                                                           | Spermint                    | Spermint          |
| 父 マルゼア 1941 栗毛                                                | 父の母*ゼア There 1925 栗毛                                          | Over There                                                           | Summer Girl                 |                   |
| 父 マルゼア 1941 栗毛                                                | 父の母*ゼア There 1925 栗毛                                          | *デッドインデアン                                                    | Harmonicon                  | Harmonicon        |
| 父 マルゼア 1941 栗毛                                                | 父の母*ゼア There 1925 栗毛                                          | *デッドインデアン                                                    | Catacomb                    |                   |
| 母 トキツカゼ 1944 鹿毛                                              | 母の父*プリメロ Primero 1931 鹿毛                                    | Blandford                                                            | Swynford                    | Swynford          |
| 母 トキツカゼ 1944 鹿毛                                              | 母の父*プリメロ Primero 1931 鹿毛                                    | Blandford                                                            | Blanche                     |                   |
| 母 トキツカゼ 1944 鹿毛                                              | 母の父*プリメロ Primero 1931 鹿毛                                    | Athasi                                                               | Farasi                      | Farasi            |
| 母 トキツカゼ 1944 鹿毛                                              | 母の父*プリメロ Primero 1931 鹿毛                                    | Athasi                                                               | Athgreany                   |                   |
| 母 トキツカゼ 1944 鹿毛                                              | 母の母第五マンナ 1939 黒鹿毛                                         | *シアンモア                                                          | Buchan                      | Buchan            |
| 母 トキツカゼ 1944 鹿毛                                              | 母の母第五マンナ 1939 黒鹿毛                                         | *シアンモア                                                          | Orlass                      |                   |
| 母 トキツカゼ 1944 鹿毛                                              | 母の母第五マンナ 1939 黒鹿毛                                         | マンナ                                                               | *クラックマンナン           | *クラックマンナン |
| 母 トキツカゼ 1944 鹿毛                                              | 母の母第五マンナ 1939 黒鹿毛                                         | マンナ                                                               | 第三フラストレート F-No.1-b |                   |

- 母トキツカゼは皐月賞と優駿牝馬の勝ち馬。
- 3代母代マンナ（競走馬名ロビンオー）は1932年の帝室御賞典勝ち馬。
- 5代母フラストレートは小岩井農場の基礎輸入牝馬の一頭。